# Clusia capituliflora
Clusia capituliflora är en tvåhjärtbladig växtart som beskrevs av Pipoly. Clusia capituliflora ingår i släktet Clusia och familjen Clusiaceae. Inga underarter finns listade i Catalogue of Life.